# Luren Dickinson

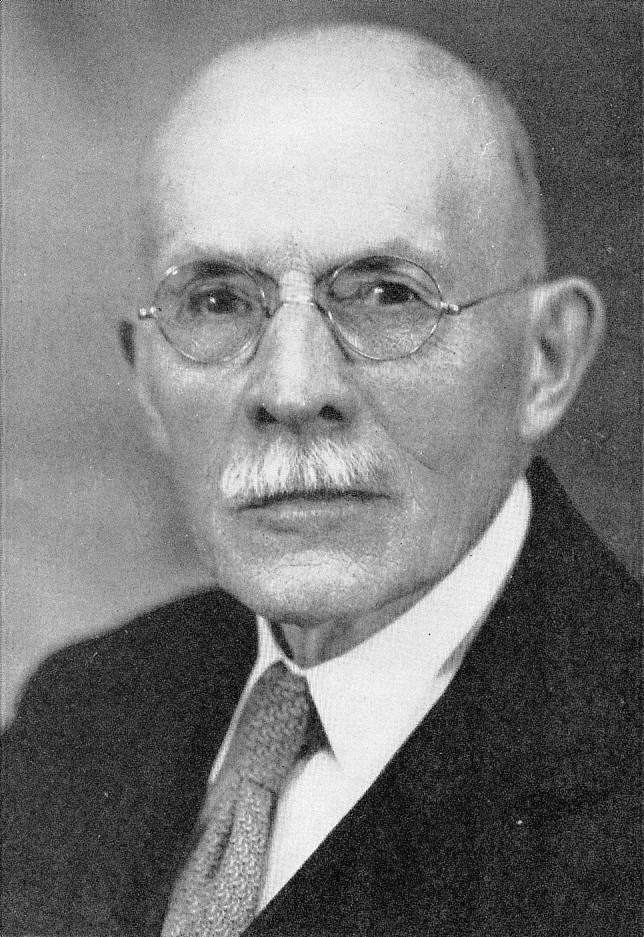
Luren Dickinson.

Luren Dudley Dickinson, född 15 april 1859 i Niagara County, New York, död 22 april 1943 i Charlotte, Michigan, var en amerikansk republikansk politiker. Han var guvernör i delstaten Michigan 16 mars 1939–1 januari 1941.
Dickinson gifte sig 1888 med Zora Della Cooley och arbetade som lärare i Michigan. Han var viceguvernör i Michigan 1915–1921, 1927–1933 och från januari till mars 1939.
Guvernör Frank Fitzgerald avled 1939 i ämbetet och efterträddes av Dickinson som vid en ålder av 79 år var den äldsta personen som har tillträtt guvernörsämbetet i Michigan. Utmanaren Murray Van Wagoner besegrade Dickinson i guvernörsvalet 1940.
Dickinson var metodist av engelsk och irländsk härkomst. Hans grav finns på Maple Hill Cemetery i Charlotte.